# The Bakery (film 1990)
The Bakery è un film per la televisione del 1990 diretto da Peter Levin.
È un film poliziesco a sfondo drammatico statunitense con David Dukes, Kate McNeil e Cleavant Derricks. È ambientato in tre epoche diverse, nel 1965, nel 1989 e nel 2001 (nel futuro rispetto all'anno di produzione) ed è incentrato sulle vicende in una stazione di polizia californiana trasferitasi in un locale ex panificio dopo un incendio. È originariamente un film pilota per una serie televisiva poi non prodotta.

## Produzione
Il film, diretto da Peter Levin su una sceneggiatura di Brad Kern e John Wirth, fu prodotto da Mel Efros per la CBS.

## Distribuzione
Il film fu trasmesso negli Stati Uniti il 20 luglio 1990  sulla rete televisiva CBS.